# Stratesaurus taylori
Lo stratesauro (Stratesaurus taylori) è un rettile marino estinto, appartenente ai plesiosauri. Visse all'inizio del Giurassico inferiore (Hettangiano, circa 199 milioni di anni fa) e i suoi resti fossili sono stati ritrovati in Inghilterra. È considerato uno dei plesiosauri più antichi.

## Descrizione
Questo animale è noto grazie ai fossili di uno scheletro incompleto, noto come OUMNH J.10337, comprendente un cranio quasi completo ma schiacciato, alcune vertebre cervicali e pettorali, un ilio e una zampa posteriore parziale. L'aspetto di questo animale doveva essere simile a quello di altri plesiosauri primitivi, e le dimensioni erano decisamente inferiori a quelle dei plesiosauri successivi: si suppone che Stratesaurus dovesse superare di poco i 2 metri di lunghezza. Il cranio, lungo 18 centimetri, era insolitamente corto rispetto a quello di altre forme simili (come Macroplata) e il muso era piuttosto sottile, mentre la zona delle orbite era molto allargata. Il collo era piuttosto corto e, come tutti i plesiosauri, si suppone che Stratesaurus possedesse un corpo piatto e zampe simili a pagaie.

## Classificazione
Descritto per la prima volta nel 2012, Stratesaurus è noto oltre che per l'olotipo anche per un resto parziale comprendente un cranio e alcune vertebre cervicali anteriori, così come un altro resto incompleto. Questi fossili sono stati ritrovati nella formazione Blue Lias nella zona di Street, nel Somerset, in depositi immediatamente successivi al limite Triassico/Giurassico. In questa zona sono stati ritrovati alcuni tra i più antichi plesiosauri, tra i quali anche Eoplesiosaurus e Avalonnectes. 
Secondo lo studio della prima descrizione di Stratesaurus, questo animale rappresenterebbe il più primitivo tra i romaleosauridi, un gruppo di plesiosauri arcaici dalla testa solitamente allungata e dal collo piuttosto corto, tipici del Giurassico inferiore e medio. Secondo uno studio successivo (Benson e Druckenmiller, 2013) Stratesaurus sarebbe invece un plesiosauro basale, dalla posizione sistematica incerta.

## Significato del nome
Il nome generico Stratesaurus (da non confondere con Stretosaurus, un altro genere di plesiosauro) deriva da Strate, il nome della città di Street secondo la grafia riportata nel Domesday Book; l'epiteto specifico, taylori, è in onore del paleontologo Michael A. Taylor, che effettuò una preparazione con l'acido sull'olotipo.